# 히로시마성

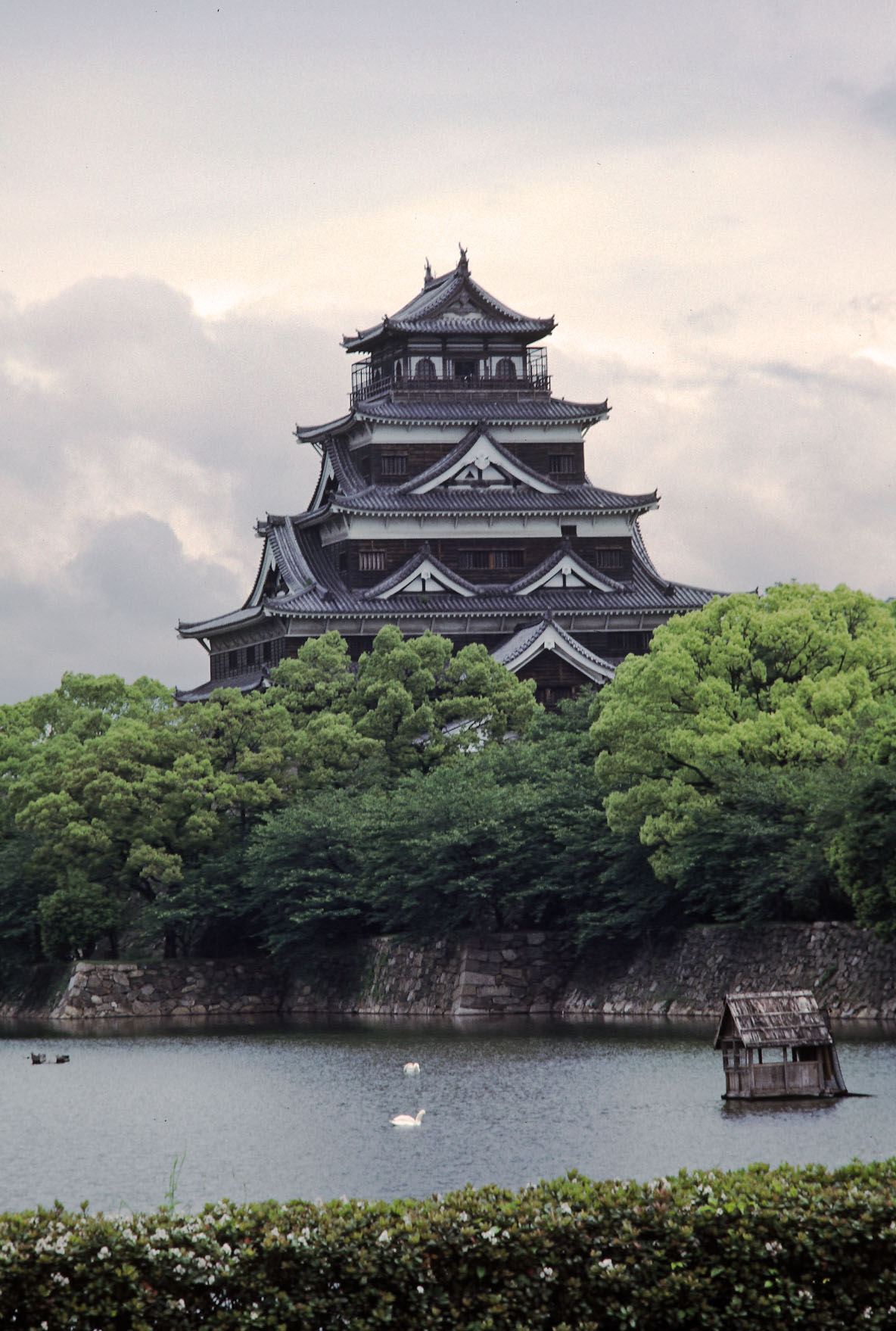
히로시마성의 천수와 해자

히로시마성(일본어: 広島城 히로시마조[*])은 히로시마현 히로시마시 나카구 모토정에 있는 윤곽식 평성이다. 히로시마성 전역은 히로시마 성지공원으로 정비되어 있으며, 국가 지정 사적이다. 복원된 대천수는 역사박물관으로 사용되고 있다. 히로시마시 중앙공원과 인접해 있다. 히로시마성의 별명은 리조(鯉城: 잉어성)이다.

## 개요
이제까지 모리 가문의 거성은 요시다 고리야마 산성이었고, 요시다 고리야마 산성은 이즈모국의 아마고 가문의 대군을 격퇴한적이 있는 견성으로, 산요와 산인을 연결하는 중간에 위치해 있다. 영토를 쟁탈전이 치열한 센고쿠 시대에는 덧없이 좋은 산성이지만, 점차 전국이 안정된 아즈치모모야마 시대에 오면 정치적 거점으로 삼기에는 불편한 성이었다. 그래서 상업과 해상교통의 편리한 세토 내해의 부근으로 거점을 옮겼다.
히로시마성의 축성은 모래톱위에 지어지는 난공사였다. 성의 구조는 오사카성의 참고로 하였고, 근세 성곽으로 축조되었다. 성의 주요배치는 주라쿠 다이의 예를 따랐다고 한다. 연약한 삼각주 지반에 축성되었기 때문에 석벽의 중량 분산에 많은 궁리를 하게 된다. 히로시마성의 축성은 도요토미 히데요시가 추진하는 조선침략과 맞물려 후방기지로서의 기대도 있었다. 그래서, 히데요시는 히로시마성의 축성을 지원해 그의 측근 구로다 요시타카를 파견했으며, 자신도 건설 중 히로시마성에 머물렀다는 이야기가 있다. 완성될 당시에는 오사카성에 필적할 만한 규모의 성이었다고 한다. 세키가하라 전투로 인해 모리 데루모토는 조슈번으로 이봉되었고, 이를 대신하여 후쿠시마 마사노리가 성주로 부임해 성을 개축하였다. 축성당시의 히로시마성의 모습이 구체적으로 어떠했는지는 알 수 없다.
마사노리는 성 북쪽으로 지나가는 서국가도를 성의 남쪽 마을로 지나도록 도로를 정비해 마을을 확장했다. 하지만, 막부의 허락없이 무단으로 성을 수리하였기 때문에 2단이었던 혼마루의 상단석벽이 파각되었다. 이 흔적은 지금도 찾아볼 수 있다. 결국, 후쿠시마 마사노리는 영지가 감봉되어 이봉되었고, 대신 아사노 나가아키라가 번주로 부임하였다.
아사노 가문의 히로시마성은 내측해자, 중간해자, 외측해자가 있고, 사방 약 1km 에 이르는 넓은 성이었지만, 메이지 유신 후 1911년 외측해자가 매립되어고, 더욱이 원폭의 영향으로 중간해자도 메워져 현재에 이르고 있다. 히로시마 시내에는 해자의 흔적을 알 수 있는 지명이 아직도 남아있다. 또, 시내에 있는 정원인 슛케이엔은 원래 성안에 있었던 정원으로 성의 규모를 짐작할 수 있다.

## 역사
아즈치모모야마 시대
- 1589년 모리 데루모토가 교통의 요충지인 오타강 삼각주에 축성을 개시하였다.
- 1599년 히로시마성이 완성되었다.

에도 시대
세키가하라 전투 후, 모리 가문은 조슈번으로 감봉되어 이봉되었고, 히로시마성은 후쿠시마 마사노리의 거성이 되었다.
- 1619년 홍수에 의한 피해로 무단으로 성을 수리하여 후쿠시마 마사노리는 영지가 감봉되어 시나노 국 가와나카지마 번으로 이봉되었다. 이를 대신하여 기이 국 와카야마에서 아사노 나가아키라가 입성하였다. 이후 메이지 시대에 이르기까지 아사노 가문의 거성이 된다.
- 1864년 제1차 조슈 정벌에서 도쿠가와 요시카쓰가 이끄는 막부군의 본영이 되었다.

메이지 시대 이후
- 1894년(메이지 27년) 청일전쟁 때에는 전장으로부터 멀리있는 도쿄를 대신하여 지휘소가 이동 설치되었다.
- 1931년(쇼와 6년) 국보로 지정되었다.
- 1945년(쇼와 20년) 8월 6일 원자폭탄 투하로 히로시마성 전체 건물이 소실되었다.
- 1951년(쇼와 26년) 히로시마 국민체육대회를 맞이하여 히로시마성에 목조 가건물인 천수각이 세워졌다. 대회가 끝난 후 해체되었다.
- 1953년(쇼와 28년) 3월 31일 국가 사적으로 지정되었다.
- 1954년(쇼와 29년) 산노마루에 있던 이나리 신사가 다케 신사의 보장(寶藏)으로서 히로시마 현지정문화재로 등재되었다.
- 1958년(쇼와 33년) 대천수가 철골철근콘크리트 구조로 외관만 복원하였다.
- 1989년(헤세 원년)~1994년(헤세 6년) 동안 몇동의 건물이 목조로 복원되었다.
- 2006년(헤세 18년) 4월 6일 일본 100대 명성에 선정되었다.

## 부속건물

### 천수

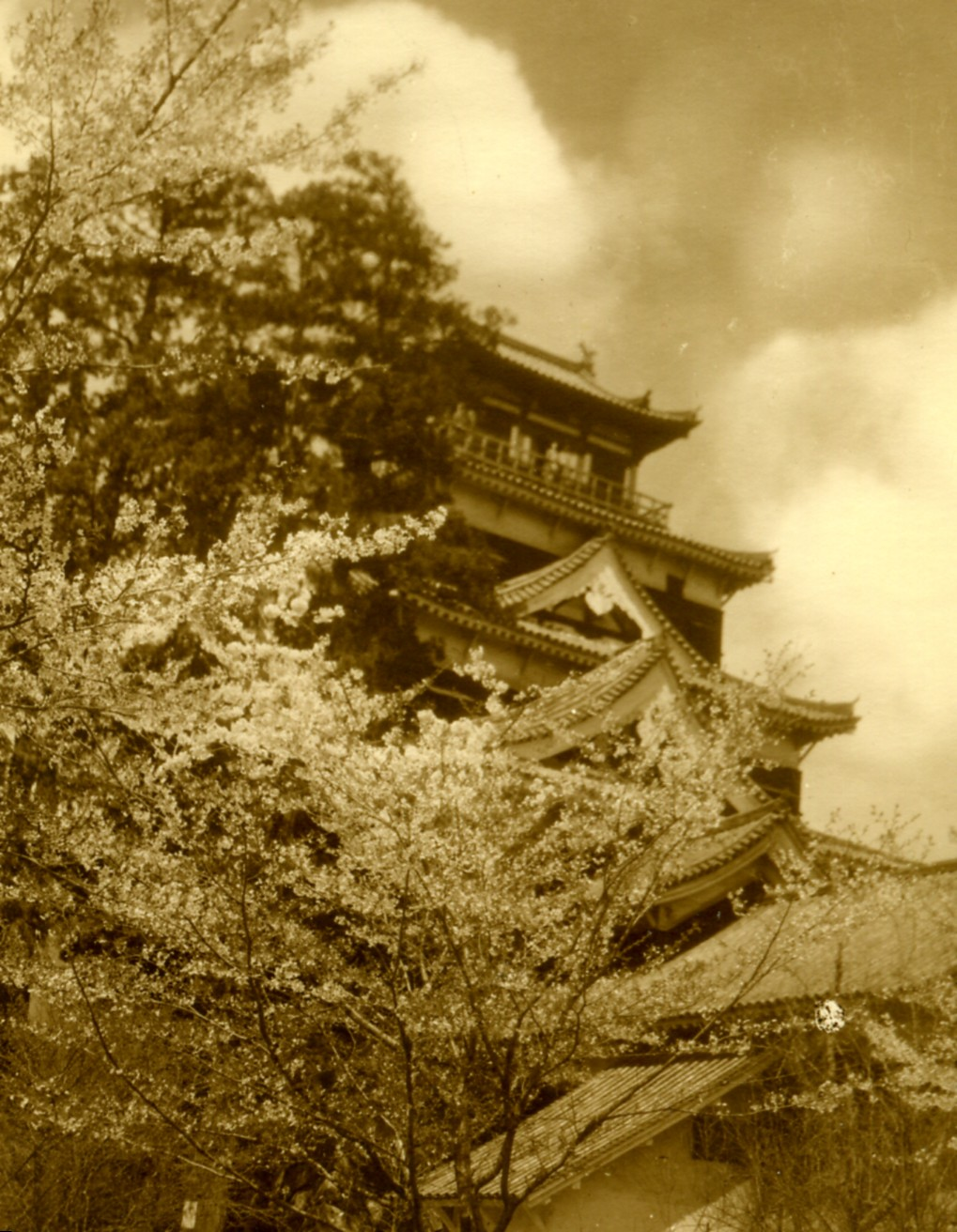
원폭전의 히로시마성의 천수

천수에는 대천수를 중심으로 소천수 2기가 대천수의 남쪽과 동쪽에 배치되어 연결되어 있는 구조였다. 이를 복합연결식 천수라고 한다. 천수의 형태는 망루형이며 검은 옻으로 칠해진 판벽을 가졌다. 이는 도요토미 히데요시의 오사카성 천수를 모방한 것이라고 한다. 지붕에는 금박을 입힌 기와를 놓았지만, 내부는 지붕의 외관과 달리 소박했다고 한다.
메이지 시대 소천수가 해체되었고, 대천수만 보존되었다고 한다. 태평양 전쟁전 별도로 존재했던 건조물들과 함께 국보로 지정되었다. 하지만, 히로시마에 원자폭탄이 투하된 후, 폭발뒤 동반된 후폭풍에 도파되어 천수의 부재가 천수대로 쏟아져 내렸다고 한다. 그 후 행방에 관해서는 명확치 않다.
현재 대천수는 1958년 히로시마 부흥대박람회 개최 때, 철골철근콘크리트 구조로 외관만 복원한 것이다.
박물관
히로시마 부흥대박람회 개최에 맞쳐 재건된 천수를 1958년〈히로시마 향토관〉으로 개관하였다. 향토관은 히로시마성 외에도 히로시마의 역사, 민속, 자연사 등에 관하여 자료를 전시한 박물관이었지만, 1989년 개장과 전시물 등을 재편해 박물관〈히로시마성〉으로 개관했다.
5층의 건물중 1층~3층은 상설전시실, 4층은 기획전시실, 5층은 전방대로 사용되고 있다.
상설전시는 히로시마성의 완공과 역할, 성하 마을 히로시마의 생활과 문화를 주제로 전시하고 있으며, 무기류와 갑옷 등도 전시되어있다. 또, 역사와 히로시마성에 관한 기획전시도 실시되고 있다.

### 대본영

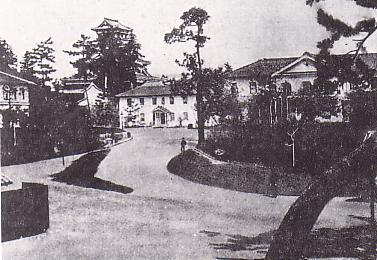
19세기후반의 대본영

히로시마성의 부지내에는 전국 6진다이 중 하나로 설치되어 히로시마는 군사도시로 발전해 갔다. 보병 제11연대와 히로시마 육군유년학교 등이 성내에 설치되었다. 청일전쟁 때에는 대본영이 도쿄로부터 히로시마로 옮겨왔고, 1894년 9월 15일~1895년 4월 27일까지 메이지 천황이 히로시마로 행차하였다. 이에 따라 일본 제국의회도 히로시마성 성내에 소집되었고, 단기간 임시 수도로써 기능하였다. 대본영해산 후,〈사적 메이지 27~28년 전역 히로시마 대본영〉으로 보존되었다.
히로시마에 대본영이 들어선 이유는 전장인 중국대륙이 가깝고, 산요 철도(현 산요 본선)이 1894년 6월 히로시마까지 연장되었으며, 우지나 항(현 히로시마 항)이 1889년 대형선박이 정박할 수 있게 정비되어 교통이 비교적 편리했다는 것이 그 이유였다.
현재 히로시마성에는 대본영의 터만 남아있다.

## 민속자료
히로시마의 유래
1589년 모리 데루모토가 히로시마성을 축성할 때, 축성지로 결정한 섬이 삼각주들 중 가장 넓어 히로시마라고 명명했다고 하지만, 실은 2번째로 큰 섬이다. 아울러 1591년 히로시마(広島)라는 명칭을 사용하였다고 한다. 또 하나는 모리 데루모토가 모리 가문의 시조로 보는 오에 히로모토(大江広元)의 히로(広)와 모리 데루모토를 이곳으로 안내한 후쿠시마 모토나가(福島元長)의 시마(島)를 조합하여 이곳 지명인 고카(五箇)을 히로시마(広島)로 개명하였다고 한다. 그 밖에도 몇 개의 설이 더 있다.
성의 별칭
헤이안 시대에 편찬된《연희식》에 히로시마의 고이(己斐)라는 지역을 리(鯉)자로 가차(假借)하여 표기하였다. 이것에 기인하여 리조(鯉城: 잉어성)라는 별명이 붙어졌다고 한다. 일본어에서 리(鯉)의 훈독은 고이(こい)이고 잉어를 의미한다. 또는 히로시마성 해자에 잉어가 많고, 천수도 검은 색이여서 잉어성이라는 별명이 붙여졌다는 이설도 있다. 현재 히로시마를 연고로 하는 야구팀〈히로시마 도요 카프〉팀명은 히로시마성의 별칭인 잉어성에서 따온 것이다. 카프는 영어로 잉어를 뜻한다.

## 관광
교통
- JR 서일본 히로시마역에서 하차, 도보로 20분소요
- 히로시마 전철 가미야초히가시역·가미야초니시역에서 하차, 도보로 15분소요
- 히로시마 교속교통 현청앞역·조호쿠역에서 하차, 도보로 15분소요

## 같이 보기
- 모리 데루모토
- 후쿠시마 마사노리
- 히로시마번
- 슛케이엔
- 대본영
- 히로시마 도요 카프